# Fundación Software Libre América Latina
La Fundación Software Libre América Latina o FSF América Latina (en inglés Free Software Foundation Latin America o su sigla FSFLA) es una organización ad hoc formada por personas individuales de la región, cuyo objetivo es promover y defender el uso y desarrollo de software libre, y el derecho de las personas a usar, estudiar, copiar, modificar y redistribuir software.
La organización es independiente de las otras fundaciones de software libre como la Free Software Foundation. En vez de estar en una estructura jerárquica, operan como organizaciones hermanas en una red.

## Proyectos
- Linux-libre